# Wielki Siwy Klin

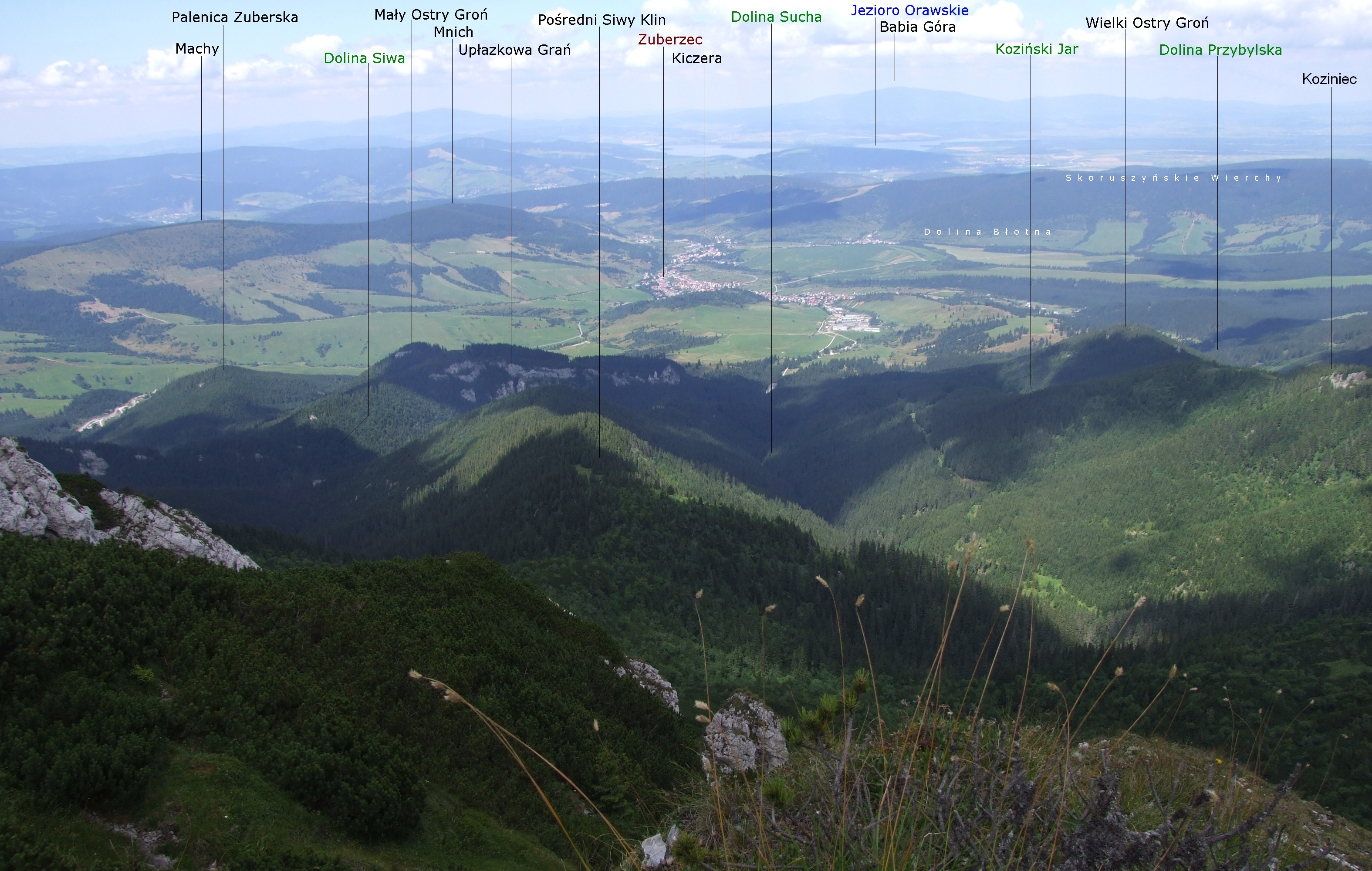
Widok z Siwego Wierchu

Wielki Siwy Klin (słow. Veľký Sivý klin) – północny grzbiet Kozińca (1462 m) w słowackich Tatrach Zachodnich. Nazwę grzbietu podaje polska mapa Tatry Zachodnie słowackie i polskie.
Wielki Siwy Klin jest fragmentem długiego grzbietu odchodzącego od Miękkiego Wierchu  w grani głównej Tatr Zachodnich,  na jej odcinku zwanym Holaniem (pomiędzy Palenicą Jałowiecką a Siwym Wierchem). Grzbiet opisany jest w przewodniku Tatry Zachodnie. Słowacja. Używane jest tu inne nazewnictwo: nazwa Wielki Siwy Klin nie istnieje, odcinek grani od Wielkiego Ostrego Gronia (tu nazywanego Ostrym Groniem) do wierzchołka Kozińca również nazywa się Kozińcem, Dolina Przybyska – Doliną Prybiską, a Koziński Jar to żleb Klinowego Potoku.
Wielki Siwy Klin od Kozińca poprzez Wielki Ostry Groń opada w północnym kierunku. Poniżej granicy lasu przechodzi w Iwanów Wierch opadający aż do Zuberca. Obecnie jest całkowicie zalesiony, ale w lesie występują skały. Przecina go leśna droga prowadząca z Zuberca przez Dolinę Przybyską i Wielki Siwy Klin aż do górnej części Doliny Suchej. Cały grzbiet zbudowany jest ze skał węglanowych (wapienie i dolomity). Dawniej było tutaj więcej terenów trawiastych, grzbiet ten był wypasany, wchodził w skład nieistniejącej już Hali Biała Skała.

## Szlaki turystyczne
– żółty z Zuberca przez Wielki Ostry Groń na przełęcz Palenica Jałowiecka. Czas przejścia: 3:25 h, ↓ 2:40 h